# Епархия Бельфор-Монбельяра
Епархия Бельфор-Монбельяра (лат. Dioecesis Belfortiensis-Montis Beligardi) — епархия Римско-Католической церкви с центром в городе Бельфор, Франция. Епархия Бельфор-Монбельяра распространяет свою юрисдикцию на территорию департамента Территория Бельфор. Епархия Бельфор-Монбельяра входит в митрополию Безансона. Кафедральным собором епархии Бельфор-Монбельяра является церковь святого Кристофора в городе Бельфор.

## История
3 ноября 1979 года Римский папа Иоанн Павел II выпустил буллу Qui divino consilio, которой учредил епархию Бельфор-Монбельяра, выделив её из архиепархии Безансона.

## Ординарии епархии
- епископ Эжен Жорж Жозеф Лекронье (3.11.1979 — 1.03.2000);
- епископ Клод Пьер Шарль Шокер (1.03.2000 — по настоящее время).

## Источник
- Annuario Pontificio, Libreria Editrice Vaticana, Città del Vaticano, 2003, ISBN 88-209-7422-3
- Булла Qui divino consilio  (лат.)